# Vaccinium deliciosum
Vaccinium deliciosum är en ljungväxtart som beskrevs av Charles Vancouver Piper. Vaccinium deliciosum ingår i Blåbärssläktet, och familjen ljungväxter. Inga underarter finns listade i Catalogue of Life.